# Верин-Саснашен
Верин-Саснашен (арм. Վերին Սասնաշեն, до 4 июля 2006 года — Верин-Сасунашен, Վերին Սասունաշեն) — село в центре Арагацотнской области, Армения. Расположено в 12 км к востоку от города Талина и в 2 км к северу от села Неркин Сасунашен. Население составляет 459 человек (2019 год).

## История
Село расположено на плато Шамирам, на высоте 1850 м над уровнем моря. Ранее называлось Гаркагонмаз, Каракоймаз, Верин, Гарагозмаз, Саснашен, Сасунашен-Верин. Входило в состав Эчмиадзинского велаята Ереванской губернии. Верин-Сасунашен переименовали в 1946 году.
2 сентября 1958 года вблизи села был сбит американский самолёт C-130 Hercules, который осуществлял разведывательную миссию неподалёку от границы СССР. Отклонившись от курса, он пересёк воздушную границу Советской Армении и был сбит советскими истребителями МиГ-17. Погиб весь экипаж самолёта — 17 военнослужащих американских военно-воздушных сил.
В 1993 году жители села Саснашен поставили памятник-хачкар (крест-камень) в память о погибших военных.
12 ноября 2019 года в общине Верин-Саснашен состоялась церемония освящения церкви Сурб Вартан (Святого Вардана). Ранее из-за отсутствия собственной церкви местные жители вынуждены были совершать религиозные обряды в церквах соседних населённых пунктов.

## Климат
Климат умеренно-горный. Зимы продолжительные, холодные, с постоянным снежным покровом. Лето жаркое, относительно влажное. Средняя температура июля колеблется в пределах 16—18 °C, января — в пределах −6…−8 °C. Годовое количество осадков 450—600 мм. Природные ландшафты — чернозёмные степи.

## Население
В 1897 году в селе проживало 142 человека, в 1922 году — 175 человек, в 1939 году — 413 человек, в 1959 году — 348 человек, в 1979 году — 463 человека, в 1989 году — 775 человек, большинство предков которых мигрировали из провинций Сасун и Муш. Население села составляет 459 человек (48 % — мужчины и 52 % — женщины). Население до трудоспособного возраста составляет 31 %, трудоспособного — 48 %, а посттрудоспособного возраста — 21 %. В селе 137 дворов. В деревне живут потомки сасунских и мушских героев.

## Инфраструктура и промышленность
В селе есть школа, библиотека, медпункт и узел связи. Специализацией общинной экономики является сельское хозяйство. Большинство сельскохозяйственных земель используются как пастбища, пашни, луга. Население занимается полевыми работами, выращиванием овощей, зерна, кормовых культур, фруктов. На участках около дома — многолетние насаждения. Земли заповедника занимают 80 % площади общины, в которой высока доля пастбищ — 742 га, пашни занимают 22 га. Большая часть валового урожая сельскохозяйственных культур приходится на животноводство. Также развито животноводство и птицеводство. Промышленности нет.

## Достопримечательности
В селе имеется церковь Сурб Вардан, возведённая в 2018-2019 годах.
Среди других достопримечательностей — замок, мавзолей, памятник Андранику Зоравару (1979), памятник жертвам Великой Отечественной войны (1978), Камень дракона.